# Nieuw Links
Nieuw Links is een groep individuen, groepen, politieke bewegingen, partijen en partijvleugels in vooral West-Europa en Noord-Amerika die sinds de tweede helft van de jaren 1960 deels verschillende socialistische en ook anarchistische en linkse denkbeelden met revolutionaire eisen kracht bijzetten. Daarbij ligt de nadruk meestal op emancipatoir-socialistische en internationalistische idealen.
Nieuw Links heeft zich willen losmaken en onderscheiden van de traditionele linkse partijen en de gevestigde sociaaldemocratie, alsook van het marxisme-leninisme zoals dat tot 1990 in Oost-Europa bestond.

## Geschiedenis
De ideologie van Nieuw Links kwam voort uit de protesten van de studentenbeweging vanaf het midden van de jaren 1960 in de geïndustrialiseerde landen van West-Europa en Noord-Amerika. Hun voorvechters hadden slechts zelden hun wortels in de arbeidersbeweging, maar kwamen in hoofdzaak uit de burgerlijk-intellectuele middenklasse. Pogingen van sommige groepen van Nieuw Links om door acties in de vakbonds- en arbeidersbeweging voet aan de grond te krijgen, hadden over het algemeen maar weinig succes.
Een uitzondering hierop vormde de studentenopstand in Frankrijk in mei 1968, toen het de studenten korte tijd lukte om met de linkse vakbonden en arbeidersbeweging de gelederen te sluiten, wat tot een bijna revolutionaire situatie in Parijs leidde en uiteindelijk bijna zelfs tot een landelijke crisis escaleerde, toen algemene stakingen zich over heel Frankrijk uitbreidden. Bij het oproer waren ook de situationisten betrokken, een groep van Europese links-radicale kunstenaars en intellectuelen, die vanwege het publiceren van hun theorieën voor de gebeurtenissen medeverantwoordelijk werden gehouden.
De term nouvelle gauche (nieuw links) was in Frankrijk echter al in de jaren 1950 gangbaar en werd toen geassocieerd met het weekblad France Observateur en zijn medeoprichter en redacteur Claude Bourdet, die trachtte een middenpositie in te nemen tussen de overheersende stalinistische en sociaaldemocratische opvattingen, alsook tussen de twee machtsblokken ten tijde van de Koude Oorlog (de zogenoemde Derde Weg).

### New Left
De verwarde reactie van de Communistische Partij van de Verenigde Staten (CPUSA) en de Communist Party of Great Britain (CPGB) op de Hongaarse Opstand in 1956 had tot gevolg dat sommige marxistische intellectuelen een meer democratische politieke visie ontwikkelden, die haaks stond op de in hun ogen gecentraliseerde en autoritaire politiek van de vooroorlogse linkse partijen. Die communisten die door het autoritaire karakter van het communisme ontgoocheld raakten, vormden uiteindelijk "new left" (nieuw links), eerst onder andersdenkende intellectuelen uit de communistische partij en in Britse studentenkringen, daarna zij aan zij met radicale studenten in de Verenigde Staten en daarbuiten.

#### Verenigde Staten

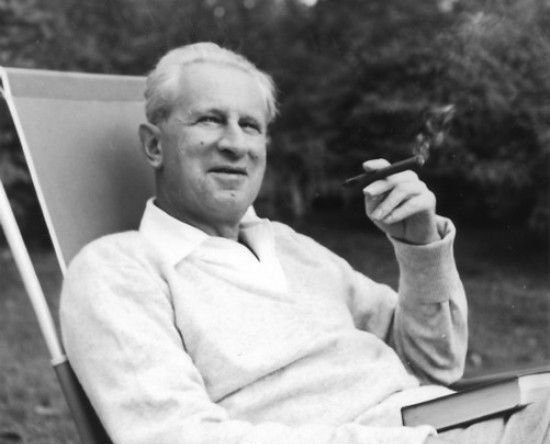
De Duits-Amerikaanse socioloog en politiek filosoof Herbert Marcuse (hier in 1955) wordt wel gezien als de grondlegger van New Left in de Verenigde Staten, een kwalificatie die hijzelf verwierp

In de Verenigde Staten werd het begrip New Left in verband gebracht met linkse, soms radicale politieke bewegingen die in de jaren 1960 vooral in studentenkringen de kop opstaken. Zij ijverden voor meer democratie, burgerrechten en diverse onderwijshervormingen, en protesteerden tegen de oorlog in Vietnam.
Het begrip New Left werd in de Verenigde Staten populair door een open brief uit 1960 van de socioloog Charles Wright Mills (1916-1962) onder de titel Letter to the New Left. Mills pleitte voor een nieuwe linkse ideologie die zich minder zou moeten richten op de traditionele (oud-linkse) arbeidersthema's en juist meer op vraagstukken als sociale vervreemding, anomie en autoritarisme, waartegen verzet zou moeten worden geboden. Hij bepleitte het nut van een tegencultuur die afstand zou nemen van de traditionele linkse denkbeelden en benaderde de beweging uitdrukkelijk vanuit een internationaal gezichtspunt. Volgens David Burner beweerde Mills dat niet het proletariaat nog langer de revolutionaire kracht was, maar dat jonge intellectuelen van over de hele wereld voor revolutionaire veranderingen moesten zorgen.
In hetzelfde jaar dat Mills' zijn open brief schreef, 1960, richtten enkele Amerikaanse studenten, die eerder in het Zuiden aan sit-ins tegen rassensegregatie hadden meegedaan, de SNCC op. De SNCC (Student Nonviolent Coordinating Committee) kan als de wegbereider van de nieuwe radicalen worden beschouwd. De organisatie voerde geweldloze directe actie tegen rassendiscrimatie, samen met CORE (Congress of Racial Equality), waarbij verschillende studenten in de gevangenis belandden. Uiteindelijk leidden de acties wel tot grote sociale veranderingen: president Johnson diende in 1965 een wet op de kiezersregistratie in (de Voting Rights Act) die discriminatie bij verkiezingen verbood en miljoenen zwarten in het Zuiden in staat stelde voor de eerste keer te gaan stemmen, iets wat zonder de activiteiten van de SNCC mogelijk niet gebeurd was.
De tegenhanger van de SNCC was de SDS (Students for a Democratic Society), een Amerikaanse links-activistische studentenorganisatie die in 1960 haar eerste bijeenkomst hield aan de Universiteit van Michigan en op de oprichtingsconferentie in 1962 haar manifest presenteerde. De organisatie meende dat het democratisch stelsel in elitepolitiek en apathie was vervallen en vanuit het volk bestuurd moest worden. Zij streefde naar een democratie van individuele participatie, waarin het individu kon meebeslissen over sociale maatregelen die de kwaliteit van zijn bestaan bepaalden. Net zoals de SNCC wees de organisatie een gewelddadige revolutie af en kwam zij op voor de zwarte bevolking, zij het voor die in de zwarte getto's in het Noorden.
In 1962 had de SDS zich ontwikkeld tot de belangrijkste radicale studentengroep, die niet veel later vrijwel als synoniem van New Left beschouwd zou worden. De SDS maakte zich zorgen over de burgerrechten en vrijheid van meningsuiting, en werd de belangrijkste antioorlogsbeweging aan de universiteiten tijdens de Vietnamoorlog. Naarmate de oorlog vorderde, werd de organisatie echter steeds militanter en in 1967 werd het oude manifest terzijde geschoven, wat uiteindelijk tot haar ondergang zou leiden. In 1968 en 1969 bereikte het radicalisme zijn hoogtepunt, de SDS begon te splijten door interne verdeeldheid en viel uiteindelijk uiteen.
De Duits-Amerikaanse socioloog en politiek filosoof Herbert Marcuse (1898-1979), die behoorde tot de Frankfurter Schule, is in de media wel als de father (grondlegger) van New Left in de Verenigde Staten aangeduid, een kwalificatie waaraan hij persoonlijk een hekel had en waarvan hij zich distantieerde. Hij was vaak als spreker aanwezig bij studentenprotesten en hield aan het eind van de jaren 1960 en in de jaren 1970 vele toespraken in de Verenigde Staten en Europa. Wetenschappers en activisten als Angela Davis, Abbie Hoffman en Rudi Dutschke werden door hem beïnvloed.

#### Groot-Brittannië
Toen Sovjetleider Nikita Chroesjtsjov zich in februari 1956 met zijn geheime toespraak afzette tegen Jozef Stalin, verlieten velen in Groot-Brittannië de Communist Party of Great Britain (CPGB) en was het orthodox marxisme van die partij aanleiding tot herbezinning. Sommigen sloten zich aan bij trotskistische groeperingen of de Labour Party.
De marxistische historici E.P. Thompson en John Saville van de Communist Party Historians Group (van 1946 tot 1956 een groepering binnen de CPGB) gaven het dissidente blad Reasoner uit, waarin zij kritiek uitten op het stalinistisch communisme. Nadat zij uit de partij waren gezet, begonnen zij in 1957 een nieuw blad, de New Reasoner, dat drie jaar later zou verdergaan met de Universities and Left Review onder de titel New Left Review. Deze bladen trachtten te komen tot een revisionistisch, humanistisch en socialistisch soort van marxisme, die een verwijdering van het orthodox marxisme inhield. De publicaties maakten de opvattingen van cultureel georiënteerde theoretici toegankelijk voor een breed lezerspubliek van studenten. In deze beginperiode waren velen van New Left betrokken bij de vredesbeweging Campaign for Nuclear Disarmament (CND), die in 1957 was opgericht. Volgens Robin Blackburn, een Brits socialistisch historicus en voormalig redacteur van de New Left Review, had de teloorgang van de CND eind 1961 echter tot gevolg dat New Left als beweging veel aan kracht inboette en leidde onzekerheden en verdeeldheid bij het tijdschrift ertoe dat de Review in 1962 in handen kwam van een jongere en minder ervaren groep personen.
Onder de jarenlange aanvoering van hoofdredacteur Perry Anderson vanaf 1962 maakte de New Left Review de Frankfurter Schule en marxisten als Antonio Gramsci en Louis Althusser onder een breed publiek bekend. Ook tijdschriften zoals Socialist Register, opgericht in 1964, en Radical Philosophy, opgericht in 1972, kunnen met New Left in verband worden gebracht en hebben een reeks belangrijke publicaties op dit gebied op hun naam staan.
Toen de invloed van New Left op de Amerikaanse universiteiten in de tweede helft van de jaren 1960 zichtbaar werd, begonnen ook groepen studenten van het Britse New Left zich te roeren. De London School of Economics vormde daarbij het middelpunt van de acties. De invloed van de protesten tegen de oorlog in Vietnam en de gebeurtenissen in Frankrijk in mei '68 was binnen het Britse New Left eveneens duidelijk voelbaar. Sommige sympathisanten van New Left sloten zich aan bij de extreemlinkse International Socialists, de latere Socialist Workers' Party, en weer anderen gingen deel uitmaken van de International Marxist Group (1968-1982), de Britse afdeling van een internationale organisatie van trotskisten.

### Nederland
In Nederland ontstond in het midden van de jaren 1960 op initiatief van onder anderen de journalist Han Lammers en de econoom Hans van den Doel een vernieuwingsbeweging binnen de Partij van de Arbeid (PvdA) die eveneens als Nieuw Links bekendstaat, en die bestond uit partijleden die ontevreden waren over de, in hun ogen, onduidelijke en te conservatieve koers van de partij, zoals in de kwestie-Vietnam en op het gebied van ontwikkelingshulp en de inkomens- en vermogenspolitiek. Zij wilden de PvdA een duidelijker links profiel geven en streefden naar een versterking van de partijdemocratie. Het manifest van de initiatiefnemers, Tien over rood (1966), bevatte tien programmapunten, waarvan er enkele op het PvdA-congres van 1967 werden aangenomen. Bovendien werden op dit congres een aantal aanhangers van Nieuw Links in het partijbestuur gekozen. Twee jaar later, in maart 1969, zou de beweging zelfs nog meer aan invloed winnen toen op een rumoerig congres opnieuw een groep sympathisanten in het partijbestuur werd gekozen en een van de oprichters van Nieuw Links, André van der Louw, tot vicevoorzitter werd benoemd. De politiek leider van de PvdA, Joop den Uyl, die het in eerste instantie niet zo op had met Nieuw Links, probeerde desondanks voor de vernieuwers ruimte te creëren en slaagde erin Nieuw Links in de partij te integreren. Maar enkele PvdA-leden richtten uit onvrede over de "machtsovername" en de linksere koers in 1970 een nieuwe partij op, DS'70, waarvan Willem Drees jr., een zoon van de voormalig minister-president Willem Drees, een jaar later lijsttrekker zou worden. Willem Drees sr. zelf was eveneens fel gekant tegen de grote invloed van Nieuw Links, en nadat de PvdA onder invloed van Nieuw Links met D'66 en de PPR gesprekken was aangegaan over de vorming van een Progressieve Volkspartij, die niet langer socialistisch zou heten, zegde hij zijn lidmaatschap op.
De integratie van Nieuw Links in de PvdA, waarbij Van der Louw in 1971 zelfs de beoogd opvolger van Anne Vondeling als partijvoorzitter was, leidde ertoe dat de groep uiteindelijk bereid was zich neer te leggen bij het principe van eenheid van beleid en collectieve verantwoordelijkheid. In mei 1971 hief Nieuw Links als beweging zichzelf daarom definitief op, ook al had de groep officieel nooit bestaan.
Naast Tien over rood publiceerde Nieuw Links tussen augustus en november 1967 overigens nog drie andere pamfletten: Een partij om mee te werken, waarin meer democratie binnen de PvdA geëist werd, De macht van de rooie ruggen, waarin gepleit werd voor nationaliseringen en een centraal geleide economie, en De meeste mensen willen meer, waarin een scenario voor echte gelijkheid en gelijke onderwijskansen geschetst werd.
In dezelfde jaren manifesteerde zich in Nederland de provobeweging, een tegencultuur van antiautoritaire jongeren die zich door middel van ludieke acties tegen de gevestigde orde keerde. Provo werd in mei 1965 opgericht en behaalde zelfs een zetel in de Amsterdamse gemeenteraad, maar hief zichzelf in 1967 alweer op, om opgevolgd te worden door de Kabouterbeweging, die meer aansloot bij de opkomst van de hippiecultuur.

### Andere Europese landen
De invloed van het Amerikaanse New Left openbaarde zich het eerst in West-Duitsland, waar studenten die tegen de oorlog in Vietnam demonstreerden vaak afgedankte Amerikaanse legeruniformen droegen en contacten legden met dissidente Amerikaanse militairen die de oorlog eveneens verafschuwden. Bovendien koos Nieuw Links in Duitsland gemeenschappelijk de zijde van de socialistische en democratische bevrijdingsbewegingen in de derde wereld (het Volksfront in Chili, de sandinisten in Nicaragua) in hun strijd tegen dictatoriale, vaak door geïndustrialiseerde landen gesteunde regimes.
Onder Neue Linke (Nieuw Links) wordt in Duitsland een groot aantal groeperingen geschaard, die afgezien van het algemene kenmerk "links" weinig met elkaar van doen hebben (of hadden), uiteenlopend van talrijke overwegend maoïstische splinterpartijen tot dikwijls zelfs de links-extremistische terreurgroep Rote Armee Fraktion aan toe.
De studentenopstand in Frankrijk in mei '68 werd voor een deel aangewakkerd door de politieke denkbeelden van de internationale situationisten.
In Spanje bestond van 1997 tot 2001 de sociaaldemocratische Partido Democrático de la Nueva Izquierda (PDNI), die was ontstaan als stroming binnen de coalitiepartij Izquierda Unida (Verenigd Links) en later opging in de PSOE (Spaanse Socialistische Arbeiderspartij).
In Baskenland was Nueva Izquierda (Nieuw Links) een kritische politieke stroming binnen de nationalistische partij Euskadiko Ezkerra, waarna zij zich van die partij afsplitste om in 1983 deel te gaan uitmaken van de nieuwe communistische coalitiepartij Auzolan.
In de overwegend Duitstalige autonome provincie Zuid-Tirol in Italië maakte van 1978 tot 1983 de kiezerslijst Neue Linke/Nuova Sinistra deel uit van het parlement. De initiatiefnemer en lijstaanvoerder was Alexander Langer (1946-1995), die later, van 1989 tot 1994, in het Europees Parlement de Italiaanse Groene Federatie zou vertegenwoordigen.
De Luxemburgse partij Déi Lénk werd in 1999 gevormd door een groep geestverwante activisten om "een links alternatief te bieden voor de sociaaldemocratie" en was een alliantie van verschillende partijen. Eén daarvan was het in 1993 opgerichte Néi Lénk (Nieuw Links), de andere waren onder meer de Communistische Partij van Luxemburg (KPL), de Revolutionair-Socialistische Partij (RSP) en de Luxemburgse Socialistische Arbeiderspartij (LSAP). In het oprichtingsjaar behaalde de alliantie een van de zestig zetels in het Luxemburgse parlement.

#### Verwarring over Noorse en Deense partijen
De Noorse benamingen Venstre en Folkepartiet Nye Venstre (letterlijk: Links resp. Volkspartij Nieuw Links) kunnen overigens aanleiding geven tot verwarring. Venstre, de oudste politieke partij van het land, is een sociaalliberale partij die zich in het midden van het politieke spectrum bevindt. Toen bij de oprichting in 1884 de naam Links werd gekozen, verwees dat woord niet naar het socialisme zoals "linkervleugel" dat vandaag de dag doet. Het betekende liberaal of radicaal in vergelijking met de conservatieven aan de rechterzijde en verwees naar de situatie dat liberale afgevaardigden in de eerste Franse assemblees gewoonlijk aan de linkerhand van de voorzitter plaatsnamen. Toen in deze partij een scheuring ontstond als gevolg van onenigheid over de toetreding van Noorwegen tot de EEG, werd in 1972 een nieuwe partij gevormd uit de minderheid in Venstre die voor toetreding was. Deze nieuwe partij wilde zich aanvankelijk Folkepartiet Nye Venstre (Volkspartij Nieuw Links) noemen, maar die naam werd niet toegestaan, omdat hij te veel op Venstre zou lijken. In plaats daarvan werd gekozen voor Det Nye Folkepartiet (De Nieuwe Volkspartij), die in 1980 overigens weer gewijzigd zou worden in Det Liberale Folkepartiet (De Liberale Volkspartij).
Het woord voor "links" in de naam van de Deense politieke partijen Venstre en Radikale Venstre heeft eveneens betrekking op het liberalisme, dus niet op het socialisme.